# 신재호 (영화 감독)
신재호(1977년 ~ )은 대한민국의 영화감독이다.

## 학력
- 서울예술대학 문예창작과 중퇴

## 참여 작품
- 2000년 동감
- 2002년 유아독존
- 2004년 내 사랑 싸가지
- 2009년 4교시 추리영역
- 2010년 서유기 리턴즈
- 2012년 웨딩스캔들
- 2013년 응징자
- 2014년 따라지: 비열한 거리
- 2015년 치외법권
- 2016년 대결
- 2018년 게이트